# Danian a.k.a Dhargorak
Daniel Perdomo (4 de octubre de 1989), conocido como Danian o también Dhargorak, es un músico multiinstrumentista, compositor, cantante y productor de la escena del metal venezolano.
Ha participado en varios discos de larga duración y un EP con diferentes bandas desde el 2005.

## Historia
Su carrera musical comenzó en 2005 cuando funda la banda de black metal Tempus Dark.
En 2008 a su vez en paralelo formó parte como vocalista de una extinta agrupación llamada Thrashdemia, realizando con ambas varias presentaciones en la escena local. En 2009 lanza un demo con Tempus Dark titulado Demonolatría.
En 2012 funda la banda Winds of May en el género Doom Gothic Metal y a su vez la banda de death metal Initium Vortex, publicando en 2015 el primer trabajo de Winds of May, el EP Seven Dying Leaves. Al año siguiente lanza el primer LP de su trayectoria El Mal Real con la banda Tempus Dark.
En 2017 comienza un nuevo proyecto en solitario de black metal llamado Dhargorak de donde toma su otro apodo.
Para 2018 lanza el segundo álbum con Tempus Dark titulado Into Forest of Lost Answers y el primero con Winds of May Darkness Revamped.
Lanza la única producción hasta la fecha con su banda en solitario Dhargorak en 2019 Bosques de los Andes del Norte  y el segundo disco de Winds of May To Exist.
En 2020 publica el tercer álbum de Tempus Dark End of the Black Path y el primero de Initium Vortex Death Rides Again.
En 2021 lanza con la banda Winds of May el álbum Sadppiness.

## Discografía

### Álbumes de estudio
- El Mal Real - 2016
- Into Forest of Lost Answers - 2018
- Darkness Revamped - 2018
- To Exist - 2019
- Bosques de los Andes del Norte - 2019
- End of the Black Path - 2020
- Death Rides Again - 2020
- Sadppiness - 2021

### EP
- Seven Dying Leaves - 2015

### Demos
- Demonolatría - 2009

### Splits
- Side by Side Legions of Darkness - 2019